# オーストラリア人の一覧

オーストラリアの旗

オーストラリア人の一覧（オーストラリアじんのいちらん）は、オーストラリア人やオーストラリア出身の人物の一覧。 

## オーストラリアンオブザイヤー
- List of Australian of the Year Award recipients
- List of Senior Australian of the Year Award recipients
- List of Young Australian of the Year Award recipients
- List of Australian Local Hero Award recipients

## 賞と栄誉
- List of Australian Victoria Cross recipients
- List of Knights and Dames of the Order of Australia
- List of Companions of the Order of Australia
- Recipients of Australian civil awards and decorations

## 教育
- List of Australian university leaders
- List of University of Adelaide people
- List of Australian National University people
- List of La Trobe University people
- List of Macquarie University people
- List of Queensland University of Technology people
- List of University of Melbourne people
- List of Monash University people
- List of University of New England people
- List of University of New South Wales people
- List of University of Queensland people
- List of University of Sydney people
- List of University of Western Australia people
- List of famous Old Sydneians
- タラ・ブラバゾン

## エンターテイメントと文化

### ノーベル賞受賞者
- ロビン・ウォレン
- ジョン・C・エックルス
- ジョン・コーンフォース
- ブライアン・P・シュミット
- ピーター・ドハーティー
- フランク・マクファーレン・バーネット
- エリザベス・H・ブラックバーン
- ハワード・フローリー
- パトリック・ホワイト
- バリー・マーシャル

### 学者
- ジョン・ミドルトン
- ダンカン・ワッツ
- 本川雅治
- ポーリン・ケント
- ゴードン・チャイルド
- ジョン・キーン

### エンターテインメント
- 冨森アンドリュー
- 冨森ジャスティン
- 豊田果歩
- 中山史奈
- ハーヴィー瑛美
- 鳩山エミリ
- ブリドカットセーラ恵美
- マーク・大喜多
- 梨花
- 内田秀
- Joji
- 忽那汐里
- 斎藤アリーナ
- エリックまたひら
- 瑛茉ジャスミン
- 青山レイラ
- 安藤龍
- ダニエル

- トンプソン・アイミ
- レベル・ウィルソン
- リンカ・オーエン
- サラ・オレイン

- ミランダ・カー
- ミッシェル・ガゼピス
- ニコール・キッドマン

- ケイテリン・ジルソン
- ヒュー・ジャックマン

- クリステン・スチュワート
- リック・スプリングフィールド

- ミカ・タレッサ・トッド

- エロール・フリン

- ミア・ファロー
- ケイト・ブランシェット
- サイモン・ベイカー
- クリス・ヘムズワース
- リアム・ヘムズワース

- チャド・マレーン (お笑い芸人)
- フランク・マクグリン・シニア
- アラナ・マスターソン

- ジョン・ラッツェンバーガー
- タツヤ・レイシー
- チアキ・レイシー
- ヒース・レジャー
- マーゴット・ロビー

- エリー (ファッションモデル)
- フリー (ミュージシャン)
- Drawn from Bees

- ジェイミー・ハバード

## 地理と民族
- 在日オーストラリア人
- 日系オーストラリア人

## 法律と犯罪

### 人物
- ソマートン・マン
- ブッシュレンジャー (集団)

## 社会運動

### 人物
- ノエル・マクナマラ（英語版）

## 文学・芸術・音楽

### 人物
- マーク・チネリー
- フィオナ・グラハム
- ドゥーグル・J.リンズィー
- モーティマー・メンペス
- ジュリアン・メンデルソーン
- トニー・フェネロン
- ジョン・ハケット
- サイモン・ワーン
- R・W・グッドウィン

## 政治
- オーストラリアの大臣のリスト

### 人物
- フランシス・ガリ
- ジョン・ダウリング・コーツ

### 市長首長
- アデレード市長と市長のリスト
- ブリスベン市長と市長のリスト
- ホバート市長と市長のリスト
- メルボルン市長と市長のリスト
- 市長とパース市長のリスト
- シドニー市長と市長のリスト

### 地域首相
- オーストラリア首都特別地域首相
- オーストラリア首都特別地域副首相
- ニューサウスウェールズ州首相
- 南オーストラリア首相
- 南オーストラリア州副首相
- 西オーストラリア州副首相
- クイーンズランド州首相
- クイーンズランド州副首相
- タスマニア州首相
- タスマニア州副首相
- 西オーストラリア州首相
- ビクトリア州首相
- ビクトリア州副首相
- ノーザンテリトリー首相
- ノーザンテリトリー副首相

## 宗教
- ニック・ブイヂ
- ジェフ・バロン
- ケイトリン・ヒル
- リトル・ペブル

## スポーツ
- メジャーリーグ野球のオーストラリアの選手のリスト

### 人物
- ウイリアムソン師円
- ピアス・ウェリング
- 加藤カレッティ丈
- 佐藤マクファーレン優樹
- 高木海帆
- ダンリアム
- マイケル中村
- フォルクナーケイン
- ベネット・マヤ
- ヒーナンダニエル
- ニコラスライアン
- ジェフ・ウィリアムス
- トラビス・ブラックリー
- アンジェ・ポステコグルー
- サブリナ・ファネーネ
- クレイグ・ダーデン
- ロビー・イーグルス
- アン・ウィリアムス
- ハートリー・ジャクソン
- ピタ・タウファトファ
- ダニー・デル＝レ（英語版）
- ラス・ヘンショー
- ティム・ベネット
- マイキー・ニコルス
- カイリー・アービング

## その他

### 人物
- ヒロド歩美
- ピーター・ライオン
- アンディ・トーマス
- ビル・ドレイトン
- エリカ・アンギャル

### 紙幣の人物
- エリザベス2世
- フランシス・グリーンウェイ
- ジョージ6世 (イギリス王)
- チャールズ・キングスフォード・スミス
- ローレンス・ハーグレイヴ
- バンジョー・パターソン
- ジョゼフ・バンクス
- アーサー・フィリップ
- ジョン・フランクリン
- マシュー・フリンダース
- ハワード・フローリー
- ダグラス・モーソン
- ヘンリー・ローソン